# Девід Лівінґстон (тенісист)
Девід Лівінґстон (англ. David Livingston; нар. 29 грудня 1962) — колишній американський тенісист.
Найвищу одиночну позицію світового рейтингу — 454 місце досяг 27 жовтня 1986, парну — 98 місце — 27 липня 1987 року.

## Титули на челленджерах

### Парний розряд: (2)
| Ранг | Рік  | Турнір           | Покриття | Партнер       | Суперники                     | Рахунок       |
| ---- | ---- | ---------------- | -------- | ------------- | ----------------------------- | ------------- |
| 1.   | 1986 | Берген, Норвегія | Килим    | Келлі Джонс   | Петер Бастіансен Патрік Кюнен | 6–7, 7–6, 7–5 |
| 2.   | 1987 | Грац, Австрія    | Тверде   | Грант Коннелл | Карл Лімбергер Марк Вудфорд   | 7–5, 6–3      |